# 谢姓
谢姓是漢族姓氏之一，在《百家姓》中排第34位，在中國大陸姓氏人数中排第23位，佔總人口0.79%。
唐朝詩人劉禹錫有詩稱：「舊時王謝堂前燕，飛入尋常百姓家。」诗中“谢”系指东晋望族陈郡谢氏。明朝朱元璋曾對遠封的諸王說：「朕為天子自有弓馬，豈賴謝家！」就是以晉朝仰賴謝家子弟為例，訓勉諸王自己努力防禦外敵。

## 姓氏起源
谢姓源流有多种，以炎帝姜姓後裔為多，稱為「正宗」。
炎帝後裔（主流）
- 谢氏为炎帝神農氏之后代，即姜姓谢氏。
  - 周宣王命召穆公滅古謝國，封舅父申伯于古謝國領土（今河南南陽唐河一帶），稱為「申國」，又稱「謝國」。後子孫以「謝」為氏，居於陳留，是為陳留謝氏，是謝氏本宗。
  - 西晉時，陳留謝氏的謝纘遷居陳郡陽夏（今河南太康），號稱「陳郡謝氏」，晉朝時因為謝安、謝萬、謝玄等人保晉抗夷有功，演變為知名的謝姓世族。

黄帝後裔
- 谢氏为黄帝軒轅氏之后代。
  - 一支出自任姓，相传黄帝之子廿五人，得姓者十四人，为十二姓，其中「禹陽」为任姓。任姓後人分居十个小国，其中第一为谢国，後人改謝氏。[2][3]

少數民族後裔
- 为他姓改谢姓。
  - 如卫州（今河南衛輝）人谢偃之本为鲜卑族人，姓直勒氏，后改为谢氏，稱「衛州谢氏」，後人遷居洛陽，亦稱为「洛陽谢氏」、「河南谢氏」。[4]
  - 另有苗族、回族等少數民族漢化改謝姓的。

## 發展變遷
東晉
魏晉遷居華南的陳郡謝氏，一部份輾轉由會稽來到了閩南泉州、漳州，最後移居台灣。
唐、五代
唐僖宗光啟元年（885年），光州固始軍人王潮、王審知兄弟率卅四姓世族、軍民入閩，固始縣令謝之郡等謝姓人士即在其中。
安溪尤俊的謝家是「固始縣令謝之郡，與王審知、吳祭等入閩，經漳州抵泉州，並定居泉州。安溪厚安的謝家也是「自光州固始，以五季梁開平間從王審知入閩，始遷泉州之屬安溪永安里東皋居焉。」
在泉州拓墾的謝氏，是著名望族，相當顯赫，在宋仁宗皇祐元年（1049年），福建轉運使謝仲規曾被賜與紫金魚帶，人稱其家族為「金魚謝氏」或「金魚世第」。安溪等地謝氏不少人為「金魚謝氏」的後裔，後來一部分人遷居台灣、南洋等地。
宋元以後
宋朝忠臣謝枋得有子謝寄孝，其後人進入泉州、漳州等地拓墾，後來也逐漸移往海外、台灣等地。
宋、元以後，也有不少江西謝姓客家人進入閩西、粵東拓墾，後來移居台灣。
元朝末年諸侯，漢王陳友諒，其祖父千一本為謝姓，因入赘陈家而改姓陳，明太祖鄱陽湖之戰討伐友諒，友諒敗死後，一些同宗人士改回謝姓，以求免禍。

## 谢姓字輩排行
福建
- 福建闽侯谢氏字辈：「喜添元世一文廷国君兆仲仕日向。」
- 福建宁化谢氏字辈：「文得子宗宇乔宸祥宪朝显世贤逢良士应时起荣华望日崇。」
- 福建長汀谢氏字辈：「朝廷玉樹，邦國棟梁，東山鯤游，南郡鵬翔，治民濟世，鎮府開方，肅身端正，立德嚴莊，忠恕仁讓，恭儉溫良，清靜有道，平和成光。」
- 福建惠安谢氏字辈：「昆肇文思仕居，建承宗定士邦，英谨希顺志，兴发庆友双。和平济世，忠孝传家。」
- 福建晉江溪前院內谢氏字辈：「均連招富貴子開，？？？爾家重學元，志士訓其成式，忠孝振乃芳聲」，旁系青蓮、紀厝「立德以希聖賢，睦族必由仁讓，子孫訓其成式，孝友乃振家聲。」
  - 《院內，宋属安仁乡永宁里，元、明、清属二十一都，古稱晉江縣溪前，現稱石獅市蚶江鎮溪前村碧溪院內》
- 福建安溪谢氏字辈：「天上玉京，星中長庚，海乃神龍，山稱嶽衡，國廈棟擎，世代令名，文居金榜，武為干城，晉朝寶樹，陳郡家聲，一人元良，萬邦以貞。」
- 福建永春謝氏字輩：「惟吾先祖，寶樹家聲，衣冠傅相，符瑞之英，積善餘慶，參恕寬仁，榮華前定，孝禮天生，文行忠信，格致宗誠，韜略武起，棟國保京，仕學孔孟，顯耀科名，高談儋莊，道正德清。」
- 福建漳浦谢氏字辈：「恩庆为良才，东山久万锦，文锡世道永，汝时孔敏达，宝树成瑞连，江左声名远，南邦德泽长，还基承继绍，百代盛流芳。」
- 福建海澄谢氏字辈：「傅相雄師拯晉家，胤承寶樹友于嘉，清言廣播聲名遠，衣冠長留賦采華。」

廣東
- 广东壶山公谢氏字辈：“桃練台苡明，公尔则子弘，殷有周承绍；邦伯卿夫士，格致诚正修；德礼昭平治，诗书合诒谋；傳家惟孝顺，弈世庆贤良。爵姓從周錫，策君應明文，國恩日永泰，格改誡政修。濂洛貽孫翼，玉芝襲祖芬，積修多吉慶，似續並乾坤。”

- 广东廣州番禺芳村謝氏字輩：「顯達繼丕基，玉樹曾榮彰祖德；儉勤敦世守，蘭階敏秀振家聲。」

- 廣東南海謝氏字輩：「太傅護國，一力回天，規模已定，體用修全，興師貽謀，知策達權，寶樹在朝，神龍潛淵，文卓超品，科登甲聯，武平萬邦，綏靖九邊，留芳肇遠，克紹念先。」

廣西
- 廣西大化謝氏字輩：「宏基植緒，錫履南邦，根本孔固，支業繁昌；培成寶樹，蔚為棟樑，文經武緯，家國之光，克承前烈，長發其祥。」

安徽
- 安徽太和谢氏字辈：“东晋兴玉树，芝兰世泽长；祖德恒保守，家道自丕昌；宗荣延繁茂，贤良治国邦。”

湖北
据《谢氏宗谱》记载，公元1751年，以熚炜公为首，联吴楚各属百脉，在湖北省嘉鱼县桂花树村清风楼六修谢氏谱局订颁的大成谢氏派序，即此谱：「同宗继祖盛南邦，从守先模作俊良。中正懋修全秉绶，亮功班效佐朝章，恒培芳树堂阶映，高振宏义海宇扬。开定徽言登会纪，贤祠欣起卜延长。」
台灣
- 臺灣新竹縣十一世祖貴明公派下[6]：「添[7]永金維建紹光，元清興文富福昌，賢明隆盛鴻振瑞，慶正聖仁德安康[8]」
- 臺灣彰化縣「文章至公侯」

## 延伸阅读
[在维基数据编辑]
 《百家姓》
 《欽定古今圖書集成·明倫彙編·氏族典·謝姓部》，出自陈梦雷《古今圖書集成》